# Smantellamento degli impianti nucleari
Con smantellamento degli impianti nucleari (spesso in inglese nuclear decommissioning o semplicemente decommissioning) si identificano tutte le azioni da intraprendere nei tempi successivi alla cessazione del servizio delle centrali nucleari. In genere lo scopo è quello di giungere alla completa demolizione di un impianto con la rimozione di ogni vincolo dovuto alla presenza di materiali radioattivi ed alla restituzione del sito per altri usi.
Infatti, la principale differenza tra lo smantellamento di una centrale di potenza convenzionale e una centrale nucleare, è data dalla presenza di materiale radioattivo o fissile, fatto che richiede precauzioni specifiche, la decontaminazione del personale e delle attrezzature, con procedure di trasporto e stoccaggio molto costose (ad esempio il gas di metallo prodotto durante il taglio delle tubazioni diventa radioattivo, come anche la polvere del cemento risultato delle demolizioni).

Lavori di smantellamento dell'edificio di contenimento

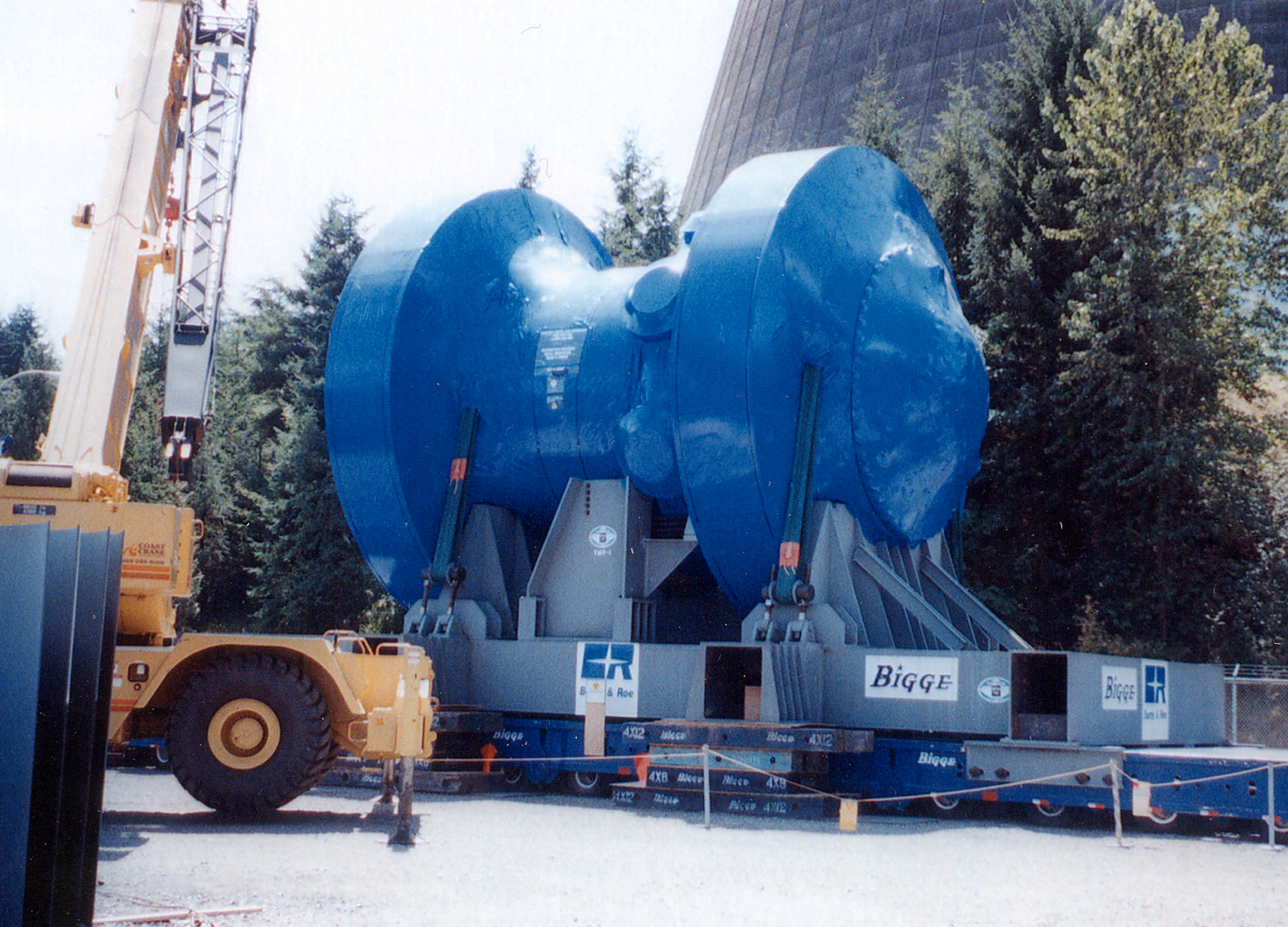
Il trasporto del recipiente in pressione del reattore verso lo smaltimento

## Introduzione
Lo smantellamento comporta molti atti e decisioni amministrative, oltre a interventi tecnici. Include ogni tipo di opera per la rimozione della radioattività e la progressiva demolizione dell'impianto. Una volta che la centrale viene smantellata, non deve persistere la possibilità di incidenti coinvolgenti la radioattività, o qualsiasi altra potenzialità di danno causato dalle strutture del reattore ai visitatori del sito. Negli Stati Uniti d'America e in Francia dopo che una centrale viene posta fuori servizio, asportato il combustibile e asportate le parti più radioattive, si consente la cessazione del suo controllo obbligatorio (regulatory control) e la società che deteneva la licenza della centrale viene sollevata dalle responsabilità legali per la sicurezza nucleare del sito.

### Storia
L'AIEA definì tre opzioni per lo smantellamento, definizioni che oggi, con qualche cambiamento delle condizioni richieste, sono state adottate internazionalmente.
1. Chiusura con stretta sorveglianza dell'impianto: rimangono all'interno fluidi, tubi, vasche piene d'acqua con le barre di combustibile esausto. Nei reattori a neutroni veloci rimane la grafite, infiammabile e radioattiva. (Procedura denominata Tombatura)
2. Rilascio del sito con alcune restrizioni: barre di combustibile, fluidi e tubature asportate, reattore sigillato, l'edificio continua ad esistere. L'accesso al pubblico è vietato oppure regolamentato. (Oggi denominato SAFSTOR)
3. Rilascio senza restrizioni del sito, corrispondente spesso alla completa demolizione delle strutture e al loro trasporto in un centro di discarica o al riciclaggio del metallo per costruire in altri reattori nucleari. Tale stadio è preceduto dal "brown field", che si verifica quando le strutture dell’impianto sono demolite e tutti i rifiuti radioattivi sono stoccati in depositi temporanei, pronti per essere trasferiti al Deposito Nazionale. Questa fase si conclude quando il trasporto verso il Deposito Nazionale viene completato definitivamente, arrivando così alla condizione di "prato verde" (green field, oggi denominato DECON).

## Opzioni attuali per lo smantellamento
L'Agenzia internazionale per l'energia atomica ha identificato tre opzioni per lo smantellamento, le cui definizioni sono state adottate a livello internazionale.

### Smantellamento immediato
Lo smantellamento immediato (in inglese immediate dismantling, negli USA chiamato Early Site Release o DECON) è la strategia con cui le strutture, le attrezzature, parti e pertinenze di un impianto contenente contaminanti radioattivi vengono rimosse o decontaminate ad un livello tale da consentire la possibilità di essere reso disponibile per un uso senza limitazioni, o con limitazioni imposte dall'organismo di regolamentazione. In questo caso le attività di smantellamento iniziano poco dopo la cessazione definitiva dell'attività dell'impianto. Questa strategia implica il tempestivo completamento dello smantellamento dell'impianto e comporta la rimozione di tutto il materiale radioattivo dalla struttura ad un altro impianto e la sua lavorazione sia per lo stoccaggio a lungo termine che per lo smaltimento.

### Custodia protettiva passiva
La custodia protettiva passiva (in inglese safe storage, safe store o safe enclosure, negli USA deferred dismantling o SAFSTOR) è l'opzione che rimanda la fine delle attività di ispezione e controllo per un periodo più lungo, abitualmente nell'ordine di 40-60 anni. L'impianto viene modificato (svuotato del combustibile nucleare e demolito in alcune strutture), portandolo in condizioni di sicurezza fino al momento dello smantellamento finale e della decontaminazione definitiva. Nel corso del periodo di custodia il decadimento radioattivo "naturale" riduce la quantità di materiali contaminati da trattare e smaltire.

### Tombamento
Il tombamento (in inglese entombment) è una strategia che pone l'impianto in una condizione che permetterà al materiale radioattivo di rimanere nel sito senza la necessità di rimuoverlo totalmente. Abitualmente comporta il ridurre le dimensioni dell'area dove il materiale radioattivo viene collocato e in seguito si rinchiude l'edificio del reattore, (possibilmente senza il combustibile nucleare), con le sue piscine, tubature, pompe, vaporizzatori e tubi e altri materiali all'esterno del reattore dentro a una struttura di lunga durata in cemento armato, sigillata in modo che non abbia perdite nel terreno, refrigerata (con ricircolo di aria o acqua) e che possa durare per un periodo di tempo sufficiente ad assicurare che la radiazione residua non costituisca più un pericolo ingestibile. A volte si tratta di una scelta obbligata come nel caso di Černobyl', ma in località remote e poco popolate, per siti con molti reattori facili da vigilare, può essere un'opzione.

## Esperienze
Un'ampia gamma di installazioni nucleari sono state disattivate e smantellate totalmente fino al giorno d'oggi. Questo elenco include centrali nucleari, reattori di ricerca, impianti per la produzione di radio-isotopi, acceleratori, miniere di uranio, impianti per l'arricchimento dell'uranio, impianti PUREX per la separazione chimica del plutonio, ecc.
Nonostante tutto, il numero di impianti di potenza totalmente smantellati è davvero esiguo. Esistono compagnie specializzate nello smantellamento nucleare; questa pratica è diventata un'attività industriale che rende profitti. Lo smantellamento è molto costoso; le stime correnti fatte dalla "Nuclear Decommissioning Authority" del Regno Unito sono che costerà almeno 70 miliardi di dollari smantellare i siti nucleari dismessi esistenti nella Gran Bretagna; questo calcolo non considera qualsiasi incidente o cambiamento delle normative che possa avvenire in futuro. Inoltre, a causa della radioattività latente nei "core" dei reattori, lo smantellamento totale del reattore diventa un processo lento che deve eseguirsi in varie fasi (spesso intervallate da decenni): i piani correnti della Nuclear Decommissioning Authority per lo smantellamento totale prevedono un arco di tempo dai 50 ad oltre 330 anni, con esclusione di siti incidentati per cui ogni previsione è difficile se non impossibile. Il lungo intervallo di tempo rende un calcolo affidabile dei costi estremamente difficile. Lo sforamento massiccio delle previsioni di spesa non è cosa infrequente anche per progetti che si attuano fino alla fase finale di smantellamento e decontaminazione totale (taglio sott'acqua del reattore, eseguito ad esempio in Germania) in modo risoluto, senza complicazioni, completato in tempi relativamente brevi.

### Americhe

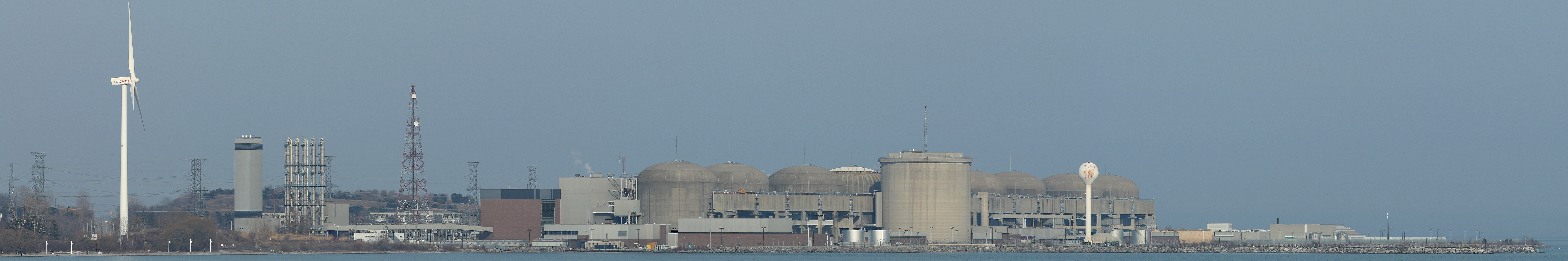
La Pickering Nuclear Generating Station, vista da ovest. Si vedono tutti gli otto reattori, lontani da 2,5 km a 3,25 km.

Alcuni reattori nucleari oggetto di interventi in America, tipologia, potenza e costo dei lavori finora eseguiti e/o preventivati per kilowatt di potenza.
| Paese            | Località            | Tipo di reattore                | Vita operativa                                                                                        | Stato dello smantellamento                                                                 | Costo dello smantellamento                     |
| ---------------- | ------------------- | ------------------------------- | --- | ------------------------------------------------------------------------------------------ | ---------------------------------------------- |
| Canada (Québec)  | Gentilly-1          | CANDU-BWR 250 MWe               | 180 giorni (tra 1966 e 1973)                                                                          | Ferma dal 1986                                                                             | 25 milioni USD                                 |
| Canada (Ontario) | Pickering-A2, A3    | CANDU-PWR 8 × 542 MWe           | 30 anni (dal 1974 al 2004)                                                                            | Attualmente in cold standby chiusa nel 2012?                                               | (stimato: $ 270-430/kWe?)                      |
| USA              | Fort St. Vrain      | HTGR (grafite-elio) 380 MWe     | 12 anni (1977-1989)                                                                                   | Smantellamento immediato                                                                   | $ 195 milioni                                  |
| USA              | Rancho Seco         | Multiunit: PWR 913 MWe          | 12 anni (Chiusa per referendum nel 1989)                                                              | SAFSTOR: 5-10 anni fino al 2018                                                            | ? ($ 200-500/kWe)                              |
| USA              | Three Mile Island 2 | Multiunit: 913 MWe PWR          | GRAVE INCIDENTE: fusione del nocciolo (nel 1979)                                                      | Post-Defuelling Phase 2 (1979)                                                             | $ 805 milioni (stimati)                        |
| USA              | Shippingport        | (primo BWR) 60 MWe              | 25 anni (chiuso 1989)                                                                                 | Smantellamento completato smantellato in cinque anni (primo piccolo reattore sperimentale) | 98,3 milioni di dollari                        |
| USA              | Trojan              | PWR 1180 MWe                    | 16 anni (Chiuso nel 1993 perché vicino a faglia sismica)                                              | SAFESTOR: (torre raffreddamento demolita nel 2006)                                         | ?                                              |
| USA              | Yankee Rowe         | PWR 185 MWe                     | 31 anni (1960-1991)                                                                                   | Smantellamento completato: demolita (sito aperto al pubblico)                              | ?                                              |
| USA              | Maine Yankee        | PWR 860 MWe                     | 24 anni (chiuso nel 1996)                                                                             | Smantellata, demolita nel 2004 (sito aperto al pubblico)                                   | $ 635 milioni                                  |
| USA              | Connecticut Yankee  | PWR 590 MWe                     | 28 anni (chiuso nel 1996)                                                                             | Smantellata, demolita nel 2007 (sito aperto al pubblico)                                   | 820 milioni di dollari                         |
| USA              | Exelon - Zion 1 & 2 | PWR - Westinghouse 2 × 1040 MWe | 25 anni (1973 - 1998) (Lieve incidente procedurale, abbandonato per costi sostituzione vaporizzatori) | Safstor-EnergySolutions (apertura sito prevista per il pubblico 2018)                      | 900-1100 milioni di dollari (dollari del 2007) |

### Smantellamento dei reattori militari degli Stati Uniti d'America
Nel sito di Hanford si trovano dei modelli di reattore nucleare moderato a grafite, gestiti da militari e fisici del progetto Manhattan, che sono serviti per la produzione di plutonio-239 "weapons grade" che è stato utilizzato in più di 60.000 armi nucleari, tra queste le bombe atomiche e inneschi della bomba termonucleare. I costi di costruzione e smantellamento sono segreti perché sotto controllo diretto del Dipartimento dell'energia, sottoposti a regole e controlli militari, che miravano ad impedire sabotaggi, spionaggio e a migliorare l'efficienza nella produzione di plutonio e trizio. Anche se molto inquinanti erano accettabili in quanto i nove reattori e i tre impianti PUREX si trovano in un'area semi-desertica e poco popolata dello Stato di Washington.

### Smantellamento in Asia
Alcuni reattori nucleari smantellati in Asia, tipologia, potenza e costo di smantellamento per chilowatt di potenza: Associazione Costruttori Reattori Nucleari.
| Paese          | Località                   | Tipo di reattore                                                                                          | Vita operativa                                            | Stato dello smantellamento                    | Costo dello smantellamento                                                                        |
| -------------- | -------------------------- | --- | --------------------------------------------------------- | --------------------------------------------- | ------------------------------------------------------------------------------------------------- |
| Cina           | Pechino (CIAE)             | HWWR 10 MWe(multipurpose) (reattore sperimentale ad acqua pesante per la produzione di plutonio e trizio) | 49 anni (1958-2007)                                       | Safestore e Decon in 20 anni (fino al 2027)   | proposto: 6 milioni di dollari per smantellamento 5 milioni di dollari per rimozione combustibile |
| Corea del Nord | Yongbyon                   | Magnox-type (reattore per la produzione di armi nucleari tramite successivo ritrattamento PUREX)          | 20 anni (1985-2005) Disattivato in seguito ad accordo     | SAFESTORE Torre di raffreddamento smantellata | ?                                                                                                 |
| Giappone       | Tokai-1                    | Magnox (GCR) 160 MWe                                                                                      | 32 anni (1966-1998)                                       | Safestore: 10 anni poi DECON fino al 2018     | costo previsto: yen 93 miliardi (660 milioni di euro del 2003)                                    |
| India          | Tarapur-1,2 (Maharashtra)  | 2x BWR 160 MWe                                                                                            | 40 anni? (1969-2009?)                                     | Reattore NON disattivato                      | ?                                                                                                 |
| India          | Rawatbhata-1,2 (Rajasthan) | 1x PHWR 100 MWe 1x PHWR 200 MWe (simile ai CANDU)                                                         | 40 anni? (1970-2011?)                                     | Reattore NON disattivato                      | ?                                                                                                 |
| Iraq           | Osiraq/Tammuz-1            | BWR 40 MWe Reattore atto alla produzione di armi nucleari                                                 | (Distrutto dall'aeronautica militare israeliana nel 1981) | Non radioattivo: mai caricato con uranio      | ?                                                                                                 |

### Smantellamento in Europa occidentale
Alcuni reattori nucleari smantellati in Europa Occidentale, tipologia, potenza e costo di smantellamento per kilowatt di potenza: Sito dell'Unione europea sullo smantellamento nucleare, Associazione Costruttori Reattori Nucleari, Regno Unito.
| Paese                          | Località                                    | Tipo di reattore                                                                         | Vita operativa                                                                   | Stato dello smantellamento                                                                   | Costo dello smantellamento                                                         |
| ------------------------------ | ------------------------------------------- | ---------------------------------------------------------------------------------------- | -------------------------------------------------------------------------------- | -------------------------------------------------------------------------------------------- | ---------------------------------------------------------------------------------- |
| Austria (Nuclear Free Country) | Zwentendorf                                 | PWR 723 MWe                                                                              | Mai attivato, in seguito a referendum anti-nucleare del 1978                     | ?                                                                                            | ?                                                                                  |
| Belgio                         | Mol                                         | PWR (BR-3)                                                                               | 25 anni (1962-1987)                                                              | DECON COMPLETATO - progetto pilota (taglio sott'acqua e remoto)                              | ?                                                                                  |
| Francia                        | Brennilis                                   | HWGCR 70 MWe                                                                             | 12 anni (1967-1979) ATTENTATO CON ESPLOSIVI                                      | Phase 3                                                                                      | 480 milioni di euro (20 volte la cifra prevista)                                   |
| Francia                        | Bugey-1                                     | Grafite-gas                                                                              | ? (1994)                                                                         | posposto                                                                                     | ?                                                                                  |
| Francia                        | Chinon 1,2,3                                | Grafite-gas                                                                              | (1973-1990)                                                                      | posposto                                                                                     | ?                                                                                  |
| Francia                        | St. Laurent                                 | Gas-grafite                                                                              | ?                                                                                | posposto                                                                                     | ?                                                                                  |
| Francia                        | Superphénix di Creys-Malville               | 1200 MWe (Non supera il 30% di questi: max. 400 MWe) Reattore nucleare autofertilizzante | 9 anni in 11 (1985-1996)                                                         | posposto                                                                                     | Stime: ~ $ 4000/kWe                                                                |
| Gran Bretagna                  | Berkeley                                    | Magnox (2 × 138 MWe)                                                                     | 27 anni (1962-1989)                                                              | Safestore: 30 anni (demolizione interna)                                                     | $2600/kWe                                                                          |
| Gran Bretagna                  | Sellafield-Windscale                        | Windscale-AGR WAGR (32 MWe)                                                              | 18 anni (1963-1981) Incendio grafite del reattore parz. fusione del combustibile | Rimozione del reattore nel 2009 - progetto pilota (taglio con robot remot control, laser UV) | Superiore ai $2600/kWe (stime WNI) finora euro 117 milioni                         |
| Gran Bretagna                  | Sellafield-Centrale nucleare di Calder Hall | 1º Magnox. (4 x 49 MWe)                                                                  | 50 anni (1953-2003)                                                              | SAFSTOR fino all'anno 2115                                                                   | Museo del 1º Magnox, attrazione turistica?                                         |
| Germania Ovest                 | Gundremmingen-A                             | BWR 250 MWe                                                                              | 11 anni                                                                          | smantellamento immediato - progetto pilota (taglio sott'acqua)                               | (~ $ 300-550/kWe)                                                                  |
| Italia                         | Caorso                                      | BWR 840 MWe                                                                              | 3 anni ( 1978 - Chiusa nel 1987 in seguito al referendum del 1987 )              | Safstore: 30 anni (demolizione interna)                                                      | 450 Milioni di euro (smantellamento) + 300 Ml. euro (riprocessamento combustibile) |
| Italia                         | Garigliano (Caserta)                        | Magnox 138 MWe                                                                           | 15 anni (12 "piccoli" incidenti) (spenta nel 1978)                               | Safstore: 30 anni (demolizione interna)                                                      | $/kWe                                                                              |
| Italia                         | Latina (Foce Verde)                         | Magnox 210 MWe Gas-grafite                                                               | 24 anni ( 1962 - Chiusa nel 1987 in seguito al referendum )                      | Safstore: 30 anni (demolizione interna)                                                      | $/kWe                                                                              |
| Italia                         | Trino Vercellese                            | PWR Westinghouse, 270 MWe                                                                | ? anni ( Chiusa nel 1987 in seguito al referendum )                              | Safstore: 30 anni (demolizione interna)                                                      | $/kWe                                                                              |
| Olanda                         | Dodewaard                                   | BWR Westinghouse, 58 MWe                                                                 | 28 anni (1969-1997)                                                              | Defuelling completato - Messa in Safstore per 40 anni                                        | $/kWe                                                                              |
| Spagna                         | Vandellós-1                                 | 480 MWe Gas-grafite                                                                      | 18 anni Grave Incidente: incendio nel 1989                                       | Safestore: 30 anni (demolizione interna)                                                     | Fasi 1 e 2: euro 93 milioni                                                        |
| Svizzera                       | DIORIT                                      | MWe Gas-grafite (sperimentale)                                                           | ()                                                                               | Safestore: anni (demolizione interna)                                                        | ?                                                                                  |
| Svizzera                       | LUCENS                                      | 8,3 MWe CO2-acqua pesante (sperimentale)                                                 | (1962-1969) Grave Incidente: incendio nel 1969                                   | Tombamento per X anni Safestore & Decon: 24 anni (demolizione interna)                       | ?                                                                                  |
| Svizzera                       | SAPHIR                                      | 0,01-0,1 MWe (Piscina di acqua leggera)                                                  | 39 anni (1955-1994) (Dimostratore sperimentale)                                  | (In esposizione sin dall'inaugurazione aperta al pubblico: "luce di Cerenkov")               | ?                                                                                  |

I francesi stanno costruendo nella località di Marcoule un impianto di riciclaggio per l'acciaio debolmente radioattivo delle centrali nucleari smantellate. Questo metallo è inutilizzabile per acciai a contatto stretto o indiretto con la popolazione, perché contenente alcuni prodotti di attivazione, ma senz'altro potrà essere riciclato per impianti nucleari.

### Smantellamento in Europa orientale ed ex-Unione Sovietica
Alcuni reattori nucleari smantellati negli stati appartenenti all'ex-Unione Sovietica (Bielorussia, Russia, Ucraina ed altri) e altri paesi appartenenti all'alleanza "Patto di Varsavia" e/o al "Comecon", tipologia, potenza e costo di smantellamento per kilowatt di potenza: Associazione Costruttori Reattori Nucleari, OSTI (USA e Russia).
| Paese        | Località                                   | Tipo di reattore                                                | Vita operativa                                                                                             | Stato dello smantellamento                                                 | Costo dello smantellamento                                         |
| ------------ | ------------------------------------------ | --------------------------------------------------------------- | --- | -------------------------------------------------------------------------- | ------------------------------------------------------------------ |
| Bulgaria     | Kozloduj-1,2,3,4                           | VVER440 (4 × 408 Mwe)                                           | Reattori 1,2 chiusi nel 2003, reattori 3,4 chiusi nel 2006 (Chiusura imposta dall'Unione europea)          | Defuelling                                                                 | ?                                                                  |
| Germania Est | Greifswald-1,2,3,4,5                       | VVER440 5 × 408 MWe                                             | | smantellamento immediato (taglio sott'acqua)                               | (~ $ 330/kWe)                                                      |
| Germania Est | Rheinsbergh-1                              | VVER210 70-80 MWe                                               | 24 anni (1966-1990)                                                                                        | In smantellamento dal 1996 Safstor (taglio sott'acqua)                     | (~ $ 330/kWe)                                                      |
| Germania Est | Stendal-1,2,3,4                            | VVER1000 (4 × 1000 MWe)                                         | Mai attivato (Reattore 1 completato all'85%)                                                               | Struttura NON radioattiva (Torri di raffreddamento demolite con esplosivo) | (?) (Struttura in esposizione all'interno di un parco industriale) |
| Russia       | Mayak (Čeljabinsk-65)                      | Impianto per arricchimento dell'Uranio                          | Vari incidenti gravissimi (1946-1956)                                                                      | ?                                                                          | ?                                                                  |
| Russia       | Seversk (Tomsk-7)                          | Tre reattori al plutonio Impianto per arricchimento dell'Uranio | Due su tre reattori autofertilizzanti chiusi, in seguito ad accordi del disarmo con gli USA nel 2003.      | ?                                                                          | ?                                                                  |
| Slovacchia   | Mochovce NPP-1,2 (180 km ad est da Vienna) | VVER 440 2 × 440 MWe                                            | (1998-2028?)                                                                                               | ?                                                                          |                                                                    |
| Ucraina      | Černobyl'-4 (110 km da Kjev)               | RBMK-1000 1000 MWe                                              | ? anni Incidente della massima gravità: esplosione, poi incendio grafite (1986) Vedi:Disastro di Černobyl' | Tombamento ("sarcofago" in cemento armato)                                 | Passato: ? Futuro: sarcofago scorrevole in acciaio                 |

## Altri impianti nucleari
La commissione francese dell'energia atomica sta smantellando l'impianto di riprocessamento UP1 localizzato a Marcoule. Attivo sin dal 1958 ha trattato 18,600 tonnellate di combustibile metallico provenienti da reattori refrigerati a gas (sia militari che civili) fino al 1997. La decontaminazione progressiva e lo smantellamento dell'impianto durerà 40 anni e si calcola possa arrivare a costare più di 6000 milioni di euro.

## Aspetti legali
In molti paesi dell'OCSE lo smantellamento di un reattore nucleare può cominciare soltanto dopo che sia stata concessa la licenza appropriata prevista dalle legislazione concernente sul territorio. Come parte della procedura autorizzativa, devono essere elaborati vari documenti, rapporti e sono necessarie ispezioni e perizie approfondite, che porteranno a redigere rapporti destinati all'autorità competente, ad.es. rapporti di sicurezza, documenti tecnici, sull'impatto ambientale, ecc.
Nell'Unione europea questi documenti sono le basi della valutazione di impatto ambientale (VIA) e della valutazione ambientale strategica (VAS), in accordo alla Direttiva del Consiglio 85/337/CEE. Una precondizione per la concessione di questa licenza è la soddisfazione delle condizioni poste dall'articolo 37 del Trattato Euratom sottoscritto dalla Commissione Europea. L'articolo 37 obbliga ogni stato membro dell'Unione europea a comunicare alcuni dati relativi ad ogni eventuale previsto rilascio di sostanze radioattive alla Commissione. Queste informazioni devono rivelare se e quali tipi di inquinamento radioattivo comporti lo smantellamento – i piani di smantellamento e stoccaggio dei componenti del reattore e ogni possibile rilascio accidentale di sostanze – che impatto possano avere sull'ambiente, ad.es. acqua, suolo oppure aria, degli Stati Membri della U.E..
In base a questi dati generali, la Commissione deve essere in grado di stabilire l'esposizione di gruppi campione della popolazione nei paesi più vicini.

## Costo dello smantellamento nucleare
Negli USA molte compagnie elettriche attualmente stimano una media di 320 milioni di dollari per lo smantellamento totale di ogni reattore nelle centrali USA (dollari del 1998)
In Francia, lo smantellamento della centrale nucleare di Brennilis in Bretagna, un impianto da 70 MW, è già costato circa 480 milioni di euro (20 volte i costi stimati) ed è ancora incompleto dopo 20 anni. A dispetto degli ingenti investimenti nel rendere sicuro lo smantellamento, nel marzo 2006 l'ente francese CRIIRAD realizza dei prelievi vicino alla centrale, dietro la STE (Station de Traitements des Effluents) e trova elementi radioattivi come il cesio-137 e il (particolarmente tossico) cobalto-60 che sono percolati dentro il vicino lago. Secondo il CRIIRAD provengono incontestabilmente dalla centrale. Inoltre si trova anche una concentrazione abnormemente elevata di attinio-227 (molto radiotossico) di origine sconosciuta.
Nel Regno Unito, lo smantellamento dei due reattori a gas WAGR Pile 1 e Pile due di Windscale (messi in SAFSTORE quando uno di essi rimase danneggiato dall'incendio della grafite) (WAGR), un piccolo impianto di potenza da 2 × 49 MW, verrà completato soltanto nel 2015 e si calcola costerà circa 490 milioni di sterline portando il sito alla condizione "brown field".
Il reattore di Calder Hall-Sellafield è stato chiuso nel 2003. L'autorità britannica per il decommissioning ritiene che sarà possibile smantellarlo per il 2115, cioè dopo 160 anni dall'inaugurazione. In alternativa è stato studiato un piano (con orizzonte temporale di 100 anni) per mantenere l'impianto, trasformandolo in un'"attrazione turistica di valore storico".
In Germania, lo smantellamento della centrale nucleare di Niederaichbach, da 100 MW, è costato circa 90 milioni di euro.

### Rapporto dell'OCSE sui costi dello smantellamento nucleare
Un rapporto dell'Organizzazione per la Cooperazione e lo Sviluppo Economico pubblicato nel 2003, segnalava i costi in dollari USA (del 2001) in base al tipo di reattore (non incidentati). Per i PWR occidentali, la maggior parte era $ 200-500/kWe, per i VVER dell'Europa dell'Est i costi erano attorno ai $ 330/kWe, per i BWR $300–550/kWe, per i CANDU $270–430/kWe.
Molto superiori erano i costi dello smantellamento dei reattori refrigerati a gas (come il Magnox della Centrale nucleare di Latina, nei pressi di Borgo Sabotino, vicino a Latina, attualmente in SAFSTOR) a causa della maggior quantità di materiali radioattivi (e dell'infiammabile grafite), che raggiunsero i 2.600 dollari/kWe per alcuni reattori Magnox del Regno Unito.

### Reperimento dei fondi per lo smantellamento nucleare

#### Europa
In Europa esiste una considerevole preoccupazione sui fondi necessari per finanziare lo smantellamento finale. In molti paesi i fondi stanziati non sembrano sufficienti per pagare lo smantellamento finale, e in molti altri paesi i fondi (sostanziali) vengono spesso usati anche liberamente, per attività riguardanti la sicurezza nucleare, che sono diversi dallo smantellamento, mettendo i fondi a rischio, e distorcendo la competizione con concorrenti che non hanno a disposizione fondi per lo smantellamento nucleare.
La Commissione europea ha approfondito questo problema in seguito al trattato Euratom e nel 2016 ha concluso che per lo smaltimento degli impianti nucleari esistenti serviranno almeno 253 miliardi di euro.

#### Stati Uniti d'America
Negli USA, le compagnie elettriche ("public utilities") hanno aggiunto una tassa tra i 0,1 e 0,2 cents/kWh per poter finanziare lo smantellamento. Le aziende devono inviare rapporti alla "Nuclear Regulatory Commission" con una certa regolarità, dimostrando lo stato dei fondi per lo smantellamento. Nel 2001, avevano raccolto 23.700 milioni di dollari per lo smantellamento, lasciando in sospeso una seconda parte di 11.600 milioni di dollari che verrà coperta dalle vite operative dei 104 reattori statunitensi in funzione (stimando un costo medio di 320 milioni di dollari (del 2001) per ogni singolo reattore).

## Necessità dello smantellamento dei reattori nucleari
In molti paesi del mondo, anche in quelli che hanno rinunciato all'utilizzo civile dell'energia nucleare (Austria, Italia), gli impianti nucleari non sono stati smantellati, ma si è proceduto alla rimozione degli elementi di combustibile esaurito dal reattore, alla loro collocazione in piscine di stoccaggio (dove le reazioni nucleari di fissione avvengono in modo molto più lento rispetto al reattore per la presenza di veleni disciolti) sia per la refrigerazione sia per la schermatura delle radiazioni, fino alla definitiva rimozione del combustibile dall'edificio del reattore ("defuelling").
In effetti, in condizioni normali, la perdita di sostanze radioattive da parte di un reattore nucleare in funzione è nulla, ed in molti casi il fondo di radioattività naturale, può essere anche di molto superiore a quella all'interno dell'impianto.
Soprattutto nei reattori nucleari a neutroni veloci, le strutture interne ricevono un intenso irraggiamento neutronico che attiva molti materiali, rendendo le strutture radioattive. Un muro di terra spesso 1 metro riduce le radiazioni al 10% e con due metri di terra si ha soltanto un 1% di radiazioni residue. Nonostante questo, la possibile infiltrazione verso la falda freatica da parte di sostanze radioattive, rende problematico l'interramento delle strutture del reattore nucleare. La demolizione delle strutture in calcestruzzo e il taglio con la fiamma ossidrica delle strutture in metallo, comporta la liberazione di polveri e vapori radioattivi, inconveniente che può essere evitato con il taglio sott'acqua.

## Smaltimento finale delle scorie radioattive
Il problema dello smaltimento delle scorie nucleari altamente radioattive, viene approfondito nella voce scorie radioattive. Le scorie rimangono più radioattive rispetto all'uranio naturale per un periodo che si calcola tra i 100.000 e i 106 anni (per i reattori Uranio-Plutonio). Per i pochi modelli di reattore nucleare PHWR utilizzanti il ciclo torio-uranio (in funzione soltanto in India) oppure il reattore autofertilizzante torio-uranio proposto dal nobel Carlo Rubbia, si ha il vantaggio della produzione di residui che restano pericolosi per non più di 1000 anni. Comunque l'elevata fluenza di neutroni, attivando le strutture del reattore, rende lo smantellamento più lungo, costoso e difficile.

### Reattore a fusione-fissione dell'UTEXAS
Nel 2009 l'Università del Texas, sede di Austin, ha proposto il progetto preliminare (con tempi di realizzazione pratica non definiti) di un nuovo reattore nucleare, refrigerato a piombo liquido, che combinerebbe le reazioni di fissione con altre di fusione nucleare per eliminare buona parte delle scorie radioattive.